# Los Ramírez (Guanajuato)
Los Ramírez es una localidad del estado mexicano de Guanajuato. Es parte del municipio de León.

## Demografía
| Gráfica de evolución demográfica |
|                                  |

| Censo | Población |
| ----- | --------- |
| 1900  | 498       |
| 1910  | 382       |
| 1921  | 202       |
| 1930  | 212       |
| 1940  | 246       |
| 1950  | 376       |
| 1960  | 781       |
| 1970  | 594       |
| 1980  | 736       |
| 1990  | 938       |
| 2000  | 1 496     |
| 2010  | 2 473     |
| 2020  | 2 754     |